# Koekelberg
Koekelberg és una de les 19 comunes de la Regió de Brussel·les-Capital.
El 2005, tenia uns 17.721 habitants i cobria une superfície d'1,2 km².
Limita amb les comunes de Jette, Molenbeek-Saint-Jean, Ganshoren i Berchem-Sainte-Agathe.

## Lligam extern
- Pàgina oficial de la comuna Arxivat 2008-09-05 a Wayback Machine.